# Mesotaenium macrococcum
Mesotaenium macrococcum là một loài Song tinh tảo trong họ Mesotaeniaceae, thuộc chi Mesotaenium.